# Stefan Jurriens
Stefan Frans Jurriens (Beverwijk, 14 april 1992) is een Nederlandse presentator en youtuber. Jurriens heeft vooral naamsbekendheid verworven als presentator van het YouTubekanaal StukTV.

## Carrière
Sinds 2012 is Jurriens een van de presentatoren van het YouTubekanaal StukTV, samen met oprichter Giel de Winter en presentator Thomas van der Vlugt. StukTV begon met het plaatsen van video's op een eigen website, maar stapte door de stijgende populariteit al snel over naar YouTube. In de periode 2015-2019 won het YouTubekanaal negen VEED Awards. Ook maakte Jurriens onder andere het programma Matennaaiers samen met Kaj van der Ree voor het online platform Concentrate, waarin de twee presentatoren met een verborgen camera grappen uithalen met bekende Nederlanders. Jurriens is daarnaast ook op televisie te zien geweest. Zo speelde hij een rol in Spotlight en was hij te zien in de online serie Dare van Videoland. Jurriens was van 2017 tot en met 2018 een van de vaste presentatoren van het YouTubekanaal van RTL genaamd Concentrate. In augustus 2018 was hij te zien in een gastrol in de film van collega-youtuber Dylan Haegens genaamd De Film van Dylan Haegens.
In 2019 was Jurriens een van de deelnemers aan het vierde seizoen van het SBS6-programma It Takes 2.
Op 10 november 2019 maakte Jurriens bekend tijdelijk te stoppen bij StukTV om tot rust te komen.
Sinds 16 februari 2020 is Stefan weer teruggekeerd bij StukTV.

## Filmografie
| YouTube / Televisie als presentator | YouTube / Televisie als presentator | YouTube / Televisie als presentator | YouTube / Televisie als presentator              |
| Jaar                                | Productie                           | Opmerkingen                         | Opmerkingen                                      |
| ----------------------------------- | ----------------------------------- | ----------------------------------- | ------------------------------------------------ |
| 2012-heden                          | StukTV                              | Series op StukTV                    | Series op StukTV                                 |
| 2014-2017, 2019-heden               | Roadtrippers                        | Series op StukTV                    | Series op StukTV                                 |
| 2016                                | Stuk voor Afrika                    | Series op StukTV                    | Series op StukTV                                 |
| 2016-heden                          | Het Jachtseizoen                    | Series op StukTV                    | Series op StukTV                                 |
| 2017-2018                           | Concentrate                         | Online platform van RTL             | Online platform van RTL                          |
| 2017                                | Huis op Stelten                     | Series op StukTV                    | Series op StukTV                                 |
| 2018                                | De Horrornacht                      | Series op StukTV                    | Series op StukTV                                 |
| 2018                                | Madtrip                             | Series op StukTV                    | Series op StukTV                                 |
| 2018, 2020-heden                    | De Kluis                            | Series op StukTV                    | Series op StukTV                                 |
| 2019                                | Prankoorlog                         | Series op StukTV                    | Series op StukTV                                 |
| 2020                                | De Stilste Show                     | Series op StukTV                    | Series op StukTV                                 |
| 2020                                | Ontvoerd                            | Series op StukTV                    | Series op StukTV                                 |
| Televisie / Film                    |                                     |                                     |                                                  |
| Jaar                                | Productie                           | Rol                                 | Opmerkingen                                      |
| 2015                                | Spotlight                           | Zichzelf                            | Gastrol                                          |
| 2017                                | Dare                                | Mentalist                           | Bijrol                                           |
| 2017                                | Professor Nicolai & Dr. Beckand     | Zichzelf                            | Kandidaat                                        |
| 2018                                | De Film van Dylan Haegens           | Zichzelf                            | Gastrol                                          |
| 2019                                | It Takes 2                          | Zichzelf                            | Kandidaat                                        |
| 2021                                | Marble Mania                        | Zichzelf                            | samen met Giel de Winter en Thomas van der Vlugt |
| 2025                                | Het perfecte plaatje in Italië      | Zichzelf                            | Deelnemer                                        |

## Prijzen en nominaties
| Jaar | Prijs                           | Categorie                                            | Resultaat   | Ref.   |
| ---- | ------------------------------- | ---------------------------------------------------- | ----------- | ------ |
| 2015 | VEED Awards                     | Beste YouTube Channel                                | Gewonnen    | [ 7 ]  |
| 2016 | VEED Awards                     | Beste YouTube Channel                                | Gewonnen    | [ 8 ]  |
| 2017 | VEED Awards                     | Beste YouTube Channel                                | Gewonnen    | [ 9 ]  |
| 2017 | VEED Awards                     | Beste Prank Channel                                  | Gewonnen    | [ 9 ]  |
| 2017 | Hashtag Awards                  | Beste Entertainment Video voor Het Jachtseizoen      | Gewonnen    | [ 10 ] |
| 2018 | Zapplive Awards                 | Beste YouTube-kanaal                                 | Gewonnen    | [ 11 ] |
| 2018 | Zapplive Awards                 | Beste Serie voor Het Jachtseizoen                    | Gewonnen    | [ 11 ] |
| 2018 | VEED Awards                     | Beste YouTube Channel                                | Gewonnen    | [ 12 ] |
| 2018 | VEED Awards                     | Beste Serie voor Het Jachtseizoen                    | Gewonnen    | [ 12 ] |
| 2018 | The Best Social Awards          | Beste Youtuber                                       | Gewonnen    | [ 13 ] |
| 2018 | Hashtag Awards                  | Diamond Award                                        | Gewonnen    |        |
| 2019 | Zapplive Awards                 | Beste Youtuber                                       | Gewonnen    | [ 14 ] |
| 2019 | VEED Awards                     | Beste YouTube Channel                                | Gewonnen    | [ 15 ] |
| 2019 | VEED Awards                     | Beste Serie voor Het Jachtseizoen                    | Gewonnen    | [ 15 ] |
| 2019 | VEED Awards                     | Beste Muziek Youtuber                                | Gewonnen    | [ 15 ] |
| 2019 | Nickelodeon Kids' Choice Awards | Favoriete Grappenmaker                               | Gewonnen    | [ 16 ] |
| 2019 | The Best Social Awards          | Beste Youtuber                                       | Gewonnen    | [ 17 ] |
| 2019 | Televizier-Ster                 | Online-videoserie met Het Jachtseizoen               | Genomineerd | [ 18 ] |
| 2020 | Zapplive Awards                 | Beste YouTube-kanaal                                 | Gewonnen    | [ 19 ] |
| 2020 | Zapplive Awards                 | Favoriete Online Serie: De Kluis                     | Gewonnen    | [ 19 ] |
| 2020 | Televizier-Ster                 | Online-videoserie met Het Jachtseizoen               | Genomineerd | [ 20 ] |
| 2021 | Zapp Awards                     | Beste YouTube kanaal                                 | Genomineerd |        |
| 2021 | Zapp Awards                     | Beste Online Serie: Roadtrippers                     | Gewonnen    |        |
| 2022 | #Video Award                    | Beste Sponsored Video; met Samen kunnen we niet Stuk | Gewonnen    | [ 21 ] |